# Terry Dolan (calciatore)
Terence Peter Dolan (Bradford, 11 giugno 1950) è un allenatore di calcio ed ex calciatore inglese, di ruolo centrocampista.

## Carriera

### Giocatore
Ha giocato nelle giovanili del Bradford City ed in quelle del Bradford PA, con i quali nella stagione 1969-1970 ha anche esordito in prima squadra, in Fourth Division (la quarta divisione inglese). Al termine di questa stagione, conclusasi con una retrocessione nei dilettanti dei biancoverdi, Dolan viene ceduto all'Huddersfield Town, club di prima divisione, con cui gioca in tale categoria nei campionati 1970-1971 e 1971-1972, concludendo quest'ultimo con una retrocessione, seguita da un'ulteriore retrocessione in terza divisione al termine della Second Division 1972-1973 e da una nuova retrocessione (la terza in quattro anni) nella stagione 1974-1975. Al termine della stagione 1975-1976, terminata con un quinto posto in quarta divisione, Dolan lascia il club, accasandosi per la stagione seguente al Bradford City, con cui nella stagione 1976-1977 conquista una promozione in terza divisione, seguita però da una retrocessione nella stagione successiva. Rimane poi in squadra fino alla stagione 1980-1981, continuando a giocare in quarta divisione; in questa stagione, viene ceduto a campionato in corso al Rochdale, sempre in quarta divisione; gioca qui anche nella stagione 1981-1982, la sua ultima da calciatore.

### Allenatore
Dopo alcune esperienze da allenatore a livello dilettantistico, nel gennaio del 1985 diventa allenatore nel settore giovanile del Bradford City, club di cui nell'agosto del 1986 diventa poi vice della prima squadra, alle dipendenze di Trevor Cherry. Nel gennaio del 1987, al licenziamento di quest'ultimo, ne prende il posto, terminando la Second Division 1986-1987 con un decimo posto in classifica, seguito da un quarto posto nella Second Division 1987-1988, nella quale sfiora la promozione in massima serie (mancata a causa del distacco di un punto dall'Aston Villa secondo classificato e, successivamente, dalla sconfitta nelle semifinali play-off contro il Middlesbrough, poi a sua volta promosso in prima divisione). Dolan allena in seconda serie anche nel campionato 1988-1989, venendo però esonerato il 30 gennaio 1989. Nel mese di marzo dello stesso anno riprende però già ad allenare, scendendo in quarta divisione al Rochdale, club in cui rimane fino al 31 gennaio 1991, quando si dimette per tornare ad allenare in seconda divisione all'Hull City, dove tuttavia non riesce ad evitare la retrocessione del club, che al suo arrivo si trovava già nei bassifondi della classifica. Rimane alla guida dei Tigers fino al termine della stagione 1996-1997, nonostante una seconda retrocessione subita al termine della stagione 1995-1996.
In seguito all'esonero dall'Hull City, rimane senza club fino al febbraio del 2000, quando viene ingaggiato dallo York City, club di terza divisione, che al termine della stagione retrocede in quarta divisione, riuscendo poi a mantenere la categoria fino al termine della stagione 2002-2003 (l'ultima di Dolan nel club) nonostante forti difficoltà economiche. Dall'ottobre del 2006 al novembre del 2007 ha allenato il Guiseley, club di Northern Premier League (settima divisione).